# Leptogenys longensis
Leptogenys longensis é uma espécie de formiga do gênero Leptogenys, pertencente à subfamília Ponerinae.